# Megalopygidae
De Megalopygidae zijn een familie van vlinders in de superfamilie Zygaenoidea. De familie telt zo'n 230 soorten in 23 geslachten.
Deze Amerikaanse motten hebben rupsen die op katoenbolletjes lijken. Ze beschikken echter over giftige stekels tussen hun haren.

## Enkele geslachten en soorten
- Trosia
  - Trosia obsolescens
- Lagoa
  - Lagoa crispata
  - Lagoa immaculata
  - Lagoa lacyi
  - Lagoa pyxidifera
- Megalopyge
  - Megalopyge bissesa
  - Megalopyge lapena
  - Megalopyge opercularis
- Norape
  - Norape ovina
  - Norape tenera
  - Norape virgo